# Zhang Wuchen
Zhang Wuchen (nome in Pinyin 张武臣, Chang Wu-chen nome in Wade-Giles; Dingtao, maggio 1916 – Taiwan, 10 maggio 2017) è stato un artista marziale cinese, maestro di sedicesima generazione di Baijiazhi Meihuaquan.
Allievo di Ma Fude. Siccome suo nonno materno divenne fratello giurato di Wu Tipang, ne ricevette l'insegnamento ed entrò nell'esercito. Nel 1949 ha seguito il maestro Wu Tipang a Taiwan dove assieme a lui ed al maestro Chang Dsu Yao ha contribuito a codificare un programma di Meihuaquan adattato alla realtà del Guoshu.
Nel 1986 entra in contatto con un gruppo di allievi Italiani di Chang Dsu Yao e da questo incontro nasce una frattura insanabile all'interno della FeIK associazione allora attiva e molto potente in Italia.